# Народная антияпонская армия
Народная антияпонская армия, или Хукбалахап (таг. Hukbo ng Bayan Laban sa mga Hapon) — вооружённое крыло Коммунистической партии Филиппин, созданное 29 марта 1942 г.
Она привлекала многих крестьян своими антиимпериалистическими лозунгами и к концу 1942 года освободила целые районы центральной части Лусона и временно установила там свою власть. После окончания Второй мировой войны разгромом Японии, в сентябре 1945 г. самораспустилась.

## Восстание 1946—1954 годов
После получения Филиппинами независимости в 1946 году и выборов в парламент Коммунистическая партия Филиппин получила в нём места, однако проиграла выборы Либеральной партии. После этой неудачи значительное количество ветеранов партизанского движения заявили о непризнании легитимности «олигархического» правительства, которое они считали марионеточным, и вновь начали партизанскую войну в джунглях Лусона, сумев, как оказалось, укрыть от американцев в 1945 году большое количество вооружений. Возглавлял восстание Луис Тарук, его заместителем был Касто Хурадо Алехандрино.
К 1950 году под контролем восставших оказалась большая часть центрального Лусона, возникла непосредственная угроза Маниле. Однако после начала в 1952 году получения Филиппинами непосредственных поставок новейших вооружений из бывшей метрополии, Соединённых Штатов, и прихода к власти спустя год Рамона Магсайсая, пообещавшего проведение некоторых социальных реформ, положение повстанцев стало стремительно ухудшаться. Ситуация осложнялась и тем, что в результате успешной операции филиппинских спецслужб было захвачен тайный штаб «хуков» в Маниле, что привело к аресту многих видных лидеров движения. Сам Тарук с последними отрядами сдался, выйдя из джунглей, в 1954 году. В 1948 году была объявлена частичная амнистия участникам восстания.
В 1954 г. партизанская армия была разгромлена, однако после раскола, маоистское крыло КПФ создало Новую народную армию на её базе.